# Pulaosaure
El pulaosaure (Pulaosaurus) és un gènere extint de dinosaures ornitisquis del Juràssic mitjà en el que actualment és la Xina, concretament, la formació Tiaojishan. Només consta d'una espècie, Pulaosaurus qinglong. Forma part del grup dels neornitisquis. Juntament amb Pinacosaurus, és l'únic dinosaure no aviar amb una laringe conservada, cosa que suggereix que vocalitzava com els ocells moderns. El nom ve del drac xinès Pulao, un drac de la mitologia xinesa que emet sorolls forts, fent referència a la laringe del dinosaure, i el prefix llatí -saurus, que vol dir llangardaix. El nom específic, qinglong, ve del Comtat de Qinglong, a la província de Hebei, on es va descobrir el fòssil. El fòssil també contenia contingut intestinal semblant al de l'anquilosaure Minmi, que s'ha interpretat que eren llavors de plantes. Forma part de la biota Yanliao.